# Herbert Ruff
Pour les articles homonymes, voir Ruff.
Herbert Ruff (16 septembre 1918 en Pologne - 19 mai 1985 à Montréal) est un compositeur, chef d'orchestre et pianiste d'origine polonaise qui a œuvré en Pologne, à Hong Kong et au Canada.

## Biographie
Il étudie le piano durant plusieurs années à Vienne, ainsi que la composition au Conservatoire Stern. Il quitte le conservatoire à l'âge de 13 ans afin de se consacrer au jazz et à la musique dite légère.
En 1933, il entame une carrière de compositeur de musique de film en Europe. De 1939 à 1952, il travaille en Chine à Radio Hong Kong, ainsi qu'au Conservatoire de Nankin comme professeur de piano et de composition.
En 1952, il s'installe à Montréal, où il devient pianiste et compositeur pour différentes séries télévisées de la Société Radio-Canada, telles que Sol et Gobelet, La Ribouldingue, Fanfreluche, Nic et Pic, Picotine, Le temps de vivre, Es-tu d'accord? (1976-1977).
Il a composé plus de 2 000 chansons populaires, ainsi qu'une trentaine d'œuvres de type classique. Une partie de son œuvre appartient maintenant à Bibliothèque et archives Canada.
En 1968, il a reçu le trophée BMI décerné au meilleur compositeur de musique pour enfants.